# Хансен, Константин
Карл Кристиан Константин Хансен (дат. Carl Christian Constantin Hansen; 3 ноября 1804 — 29 марта 1880) — датский художник. Писал картины в разных жанрах: портреты, историческая живопись, пейзажи.

## Биография
Родился в Риме в семье датского художника-портретиста Ханса Хансена. Крёстной матерью стала вдова Моцарта Констанция. Первоначальное художественное образование получил у своего отца. В 1816 году, решив стать архитектором, поступил в Школу архитектуры при Академии изящных искусств. Позднее перешёл в класс Эккерсберга.
В 1834 году уехал в Италию, где провёл 8 лет. Жил преимущественно в Риме, где писал многочисленные виды города, посещал Неаполь и Помпеи. Особую известность ему принесли картины на исторические темы и аллегорическая живопись. Хансен также писал портреты и фрески. Его дочь Элиза также была художницей.

## Галерея

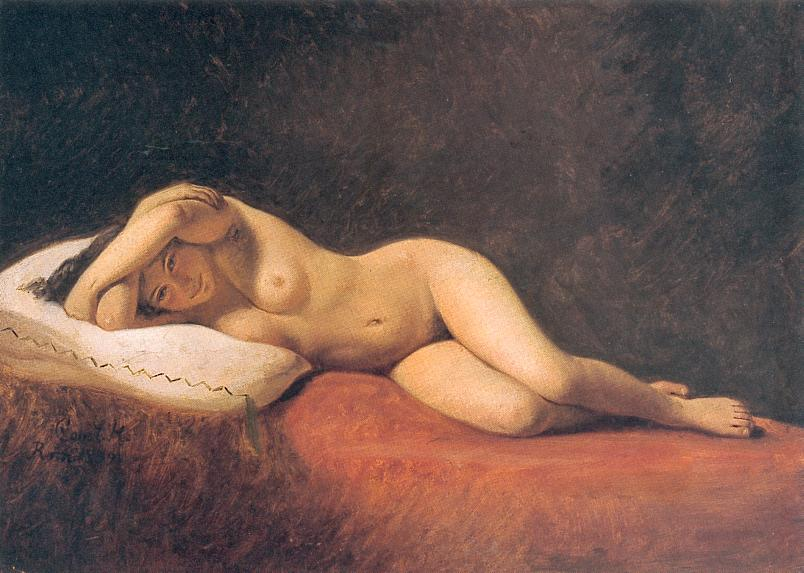
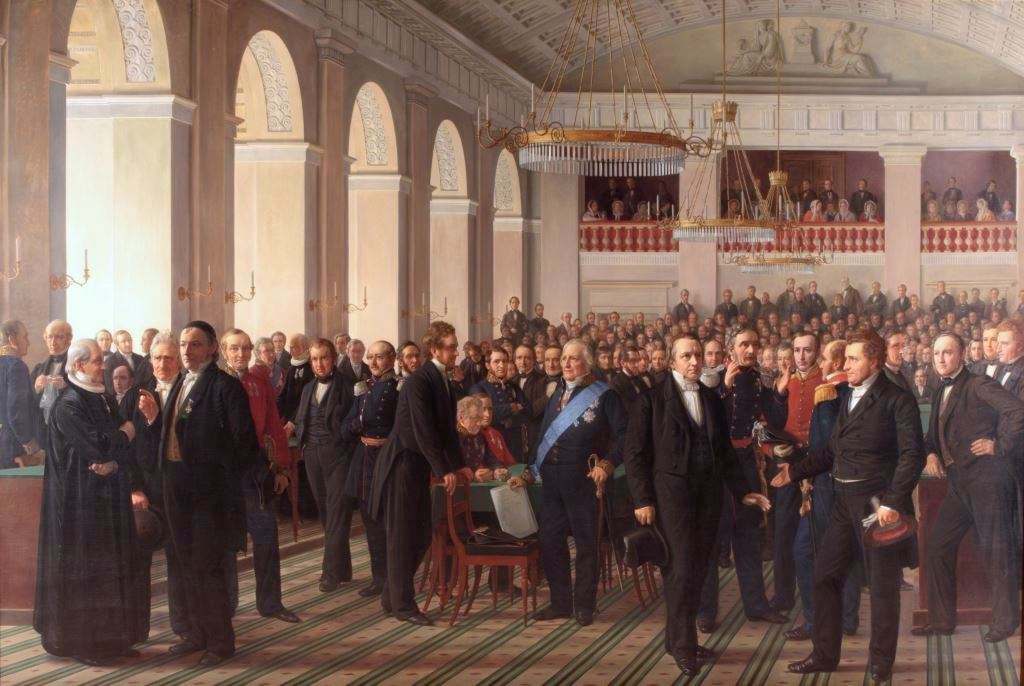
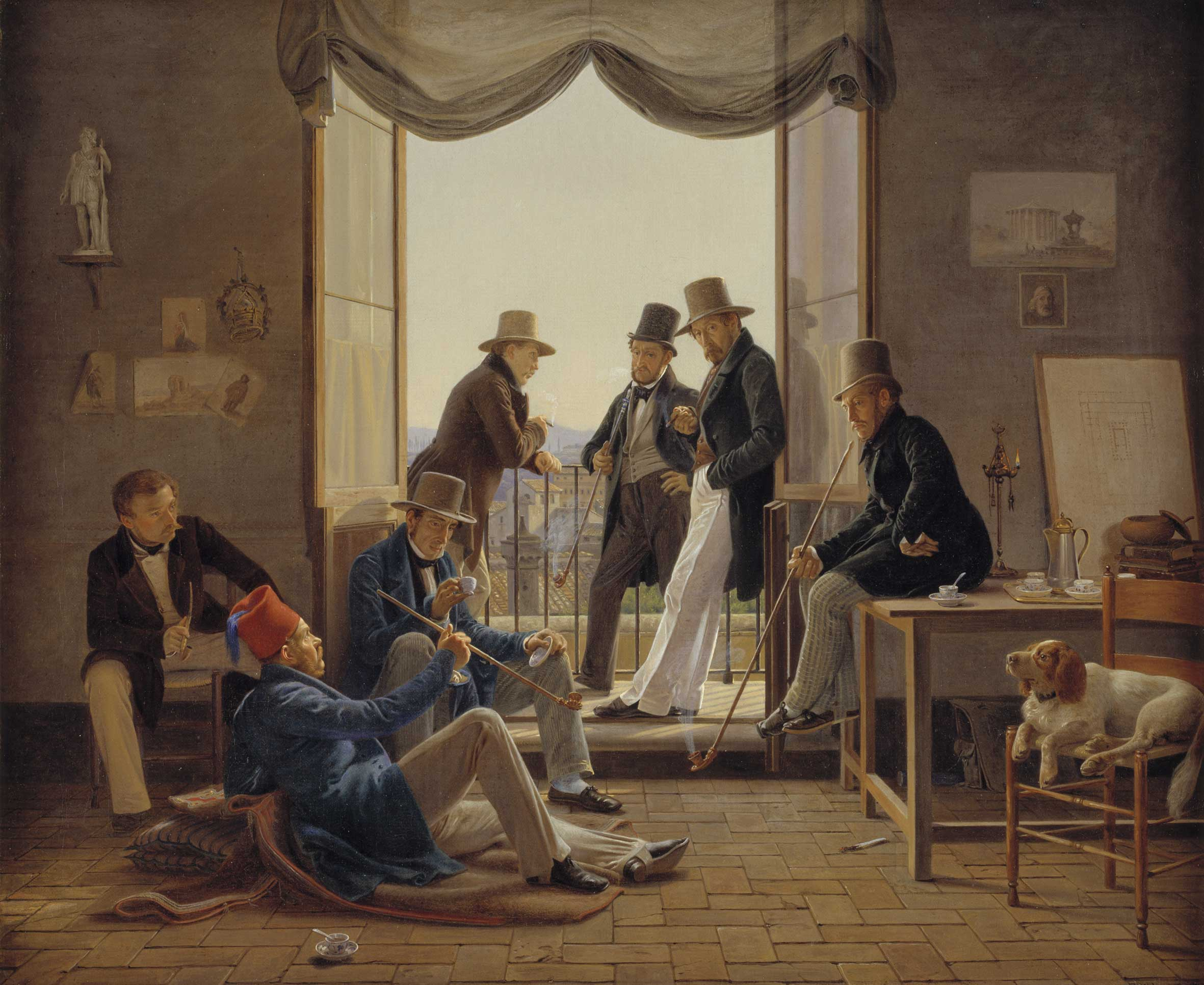
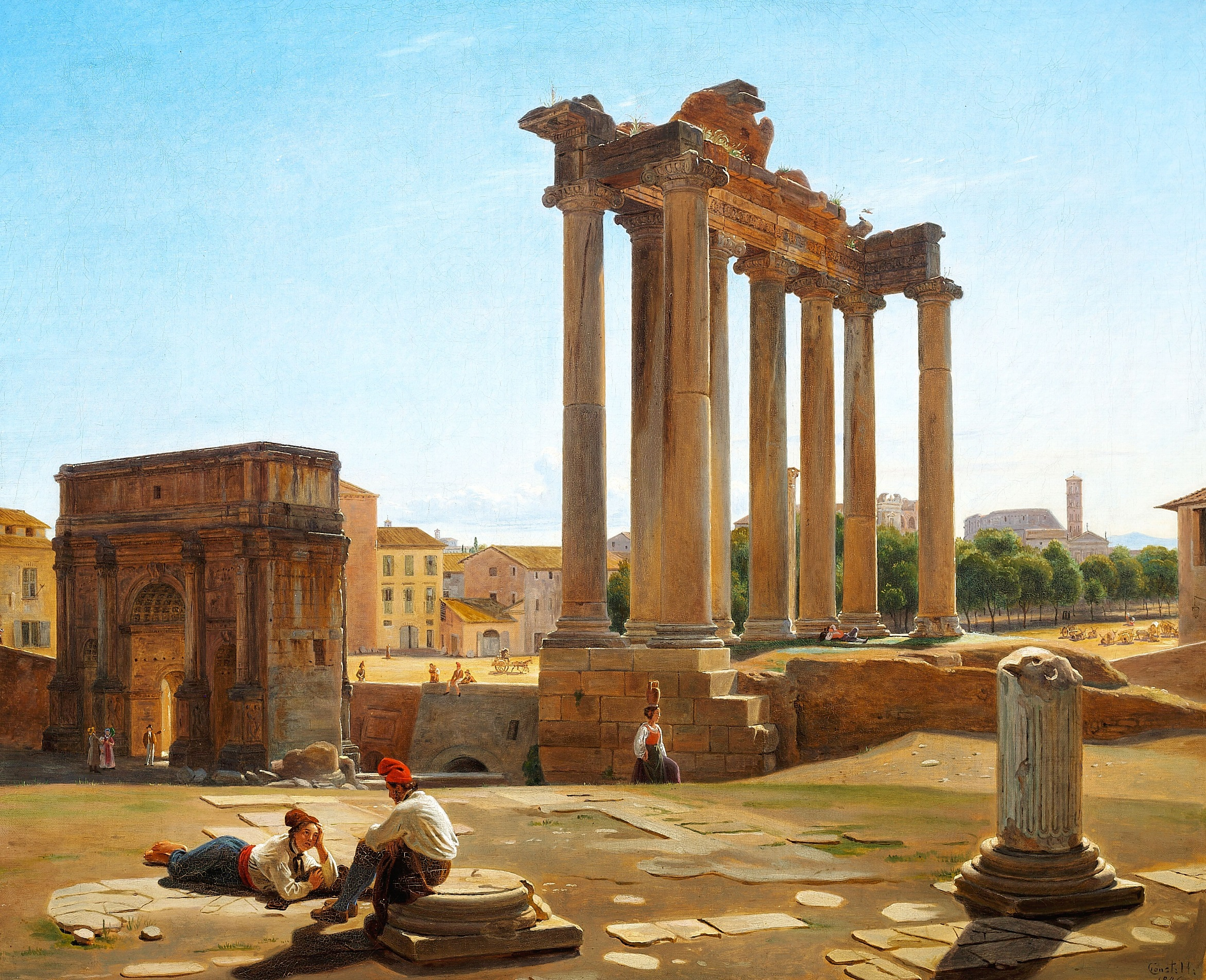